# Gai Vibi Rufí
Gai Vibi Rufí (en llatí: Caius Vibius Rufinus) va ser un magistrat romà del segle i. Era fill de Vibi Ruf, cònsol en temps de Tiberi. Formava part de la gens Víbia, una gens romana d'origen plebeu.
Era amic de Tiberi, amb el que va servir a Germània. Va ser nomenat cònsol sufecte l'any 22 conjuntament amb Marc Cocceu Nerva. Després del consolat va ser procònsol d'Àsia entre els anys 36 i 37. L'esmenten els Fasti.